# Serè de Tolosa
Serè de Tolosa fou un suposat duc d'Aquitània on hauria succeït a Austrobald de Tolosa el 589. És esmentat en l'apòcrifa carta d'Alaó com a dux Aquitanae.
Segons la carta estava casat amb Amància (Amantia) i se'l suposa el pare d'Amand de Gascunya (que podrià ser el mateix personatge que Aichinà o que Aighí, duc/s de Gascunya. Aquesta suposició està basada en el fet que la filla d'Amand, Gisela (que consta com a hereva universal de Serè, i fou la suposada esposa del rei d'Aquitània Caribert II establert com a rei d'Aquitània el 628), tenia un avi de nom Serè; però no és segur que Amand fos el fill, ja que la seva dona es deia Amància i, per tant, Serè i Amància podrien ser els pares d'Amància esposa d'Amand, els pares de Gisela. En el següent quadre es mostren les dues possibilitats, i en ambdues Serè és avi de Gisela (patern o matern):
```
Serè de Tolosa --- Amància Serè de Tolosa --- Amància 
| |
Amand --- Amància Amància --- Amand
| |
Gisela --- Caribert II rei d'Aquitània Gisela --- Caribert II rei d'Aquitània 
```

Si va existir Serè hauria perdut el càrrec a la mort del rei Guntram de Borgonya el 592 i no se li coneix successor però s'especula que durant aquests anys els vascons van aprofitar un cert buit de poder per ocupar la Novempopulània. El 607 els vascons foren derrotats i fou establert com a duc dels vascons (no abans del 602) un noble anomenat Genial (Genialis) a la mort del qual el 627, l'hauria succeït Aichinà. Per les diverses teories vegeu Amand de Gascunya.